# Сефас, Реналдо
Рена́лдо Се́фас (англ. Renaldo Cephas; род. 8 декабря 1999, Кингстон) — ямайский футболист, полузащитник российского клуба «Пари Нижний Новгород» и сборной Ямайки.

## Клубная карьера
Реналдо Сефас — воспитанник ямайских клубов «Оллман Вудфорд» и «Молинес Юнайтед», а свою карьеру игрока начал в команде «Арнетт Гарденс» в чемпионате Ямайки в 2019 году. 6 июля 2022 года перешёл в македонский клуб «Шкупи». В своём дебютном сезоне забил 11 голов в 29 матчах чемпионата. 13 июля 2023 года оформил покер за «Шкупи» в победном матче над литовским клубом «Хегельманн» в Лиге конференций УЕФА, завершившемся со счётом 5:0.
8 августа 2023 года перешёл в турецкий клуб «Анкарагюджю». В чемпионате Турции дебютировал 12 августа в матче против клуба «Касымпаша».
25 июля 2025 года подписал трёхлетний контракт с российским клубом «Пари Нижний Новгород».

## Карьера за сборную
2 сентября 2023 года Сефас получил свой первый вызов в сборную Ямайки на ряд матчей Лиги наций КОНКАКАФ сезона 2023/24. Он дебютировал 8 сентября 2023 года в первом матче против Гондураса.